# Roger D. Branigin
Roger Douglas Branigin (*  26. Juli 1902 in Franklin, Indiana; † 19. November 1975) war ein US-amerikanischer Politiker und von 1965 bis 1969 der 42. Gouverneur des Bundesstaates Indiana.

## Frühe Jahre
Roger Branigin besuchte das Franklin College und studierte anschließend an der Harvard Law School Jura. Einer alten Familientradition folgend wurde er Rechtsanwalt und trat im Jahr 1938 einer Anwaltskanzlei in Lafayette bei. Während des Zweiten Weltkrieges brachte er es in der US Army bis zum Oberstleutnant.
Branigin war Mitglied der Demokratischen Partei. Zwischen 1926 und 1929 amtierte er als stellvertretender Staatsanwalt im Johnson County. Von 1930 bis 1938 war er Berater der Federal Land Bank in Louisville (Kentucky); zwischen 1948 und 1950 war er Mitglied des Umweltausschusses von Indiana (State Conservation Commission). Außerdem war Branigin noch Präsident der Handelskammer in Lafayette und Kurator der historischen Vereinigung des Tippecanoe County. Im Jahr 1956 bewarb sich Branigin erfolglos um die Nominierung seiner Partei für die Wahl zum Gouverneur von Indiana. 1964 schaffte er dann aber doch den Sprung in dieses Amt, wobei er sich mit 56,2 Prozent der Stimmen gegen den Republikaner Richard O. Ristine durchsetzte.

## Gouverneur von Indiana
Branigin trat sein neues Amt am 11. Januar 1965 an. In seiner Amtszeit wurde das Wahlsteuergesetz (Poll Tax) aufgehoben. Durch dieses und ähnliche Gesetze in verschiedenen Staaten der USA wurde das Wahlrecht an ein bestimmtes Steueraufkommen gekoppelt. Damit wurden ärmere Bürger von Wahlen ausgeschlossen. In den Südstaaten wurden damit auch die meisten Afroamerikaner über Jahrzehnte von den Wahlen ausgeschlossen, weil sie die finanziellen Voraussetzungen zur Erfüllung dieser Gesetze nicht erfüllen konnten. In der zweiten Hälfte des 20. Jahrhunderts wurden diese Gesetze nach und nach abgeschafft, so auch in Indiana unter Gouverneur Branigin. Auch die Eigentumssteuer auf Haushaltswaren wurde von Branigin abgeschafft. Er kämpfte auch gegen die damals weit verbreitete Korruption in der Staatsverwaltung an und hatte damit einigen Erfolg.
Im Präsidentschaftswahlkampf 1968 nahm Branigin in Indiana die Rolle eines „Favorite Son“ ein. Damit wurden Politiker bezeichnet, die sich nur in ihrem Heimatstaat um den Sieg bei der Primary bewarben, um hinterher beim Nominierungsparteitag die erworbenen Wahlmännerstimmen auf einen anderen Kandidaten zu übertragen. In diesem Fall wurde Branigin von Präsident Lyndon B. Johnson gebeten, dessen Platz in Indiana einzunehmen, da er sich so einen höheren Stimmenanteil als bei einer eigenen Kandidatur erhoffte. Als sich dann Johnson überraschend aus dem Wahlkampf zurückzog und seinen Verzicht erklärte, überließ Branigin seine Stimmen aus der Vorwahl in Indiana dem amtierenden Vizepräsidenten Hubert H. Humphrey. Immerhin hatte er bei der Vorwahl mit 31 % der Stimmen den zweiten Platz hinter Robert F. Kennedy belegt, der auf 42 % gekommen war.
Nach dem Ende seiner Amtszeit wurde Branigin wieder als Anwalt tätig. Er war Kurator des Franklin College und wurde Mitglied der Indiana Historical Society. Roger Branigin starb im November 1975. Er war mit Josephine Mardis verheiratet, mit der er zwei Kinder hatte.